# Young Guns (canción)
«Young Guns» es el sencillo debut del productor británico Lewi White, con voces de Ed Sheeran, Yasmin, Griminal y Devlin. Fue lanzado el 8 de julio de 2011 como una descarga digital en el Reino Unido. Un vídeo musical para acompañar el lanzamiento de Young Guns fue lanzado por primera vez en YouTube el 10 de junio de 2011. El vídeo fue dirigido por Carly Cussen.

## Formatos y remezclas
- Descarga digital

| «Digital EP» |                                   |          |  |
| N.º          | Título                            | Duración |  |
| 1.           | «Young Guns (Full Version)»       | 3:31     |  |
| 2.           | «Young Guns (Full Instrumental)»  | 3:31     |  |
| 3.           | «Young Guns (Radio Edit)»         | 3:18     |  |
| 4.           | «Young Guns (Radio Instrumental)» | 3:18     |  |
| 5.           | «Young Guns (Music Video)»        | 3:24     |  |

## Posicionamiento en listas

### Semanales
| Reino Unido | UK Singles Chart         | 86 |
| Reino Unido | UK Independiente Singles | 10 |
| Reino Unido | UK R&B Singles           | 24 |